# 徐诗霖
徐诗霖（1998年1月10日—），广东省中山市人，中国女子网球运动员，代表湖南队参赛。
徐诗霖在ITF女子巡回赛有5个单打和6个双打冠军。 2019年5月6日，她的最佳WTA单打世界排名达到第190位。2016年8月22日，她的WTA双打排名达到顶峰第127位。她是2014年夏季青年奥林匹克运动会网球比赛女子单打金牌得主。
徐诗霖从2022年7月开始没有参加过职业网球赛事。

## 职业生涯
徐诗霖在2013年搭档孙子玥在ITF三亚站（50K级别）击败了杨钊煊和赵怡静获得了她的个ITF巡回赛冠军。2014年开始她被湖南省体育局引进，开始代表湖南队参加网球比赛。
在2014年深圳公開賽上，徐诗霖在获得单打正赛外卡后首次亮相WTA巡回赛。她首轮对阵英国选手約翰娜·康塔，尽管WTA世界排名相差500多位，徐诗霖还是直落两盘获胜，但在次轮中输给了柳德米拉·奇琴诺克。在双打比赛中再次与孙子玥搭档，这对外卡组合未能在首轮战胜中国同胞王雅繁和郑洁。
2014年南京青奥会，徐诗霖在决赛中直落两盘击败白俄罗斯选手伊琳娜·希曼诺维奇，夺得女子单打金牌。
在2015年广州国际女子网球公开赛上，徐诗霖搭档尤晓迪进入双打决赛，但负于当年美网女双冠军组合玛蒂娜·辛吉斯和萨尼娅·米尔扎。

## WTA巡回赛决赛

### 双打: 1 (亚军)
| 图例            |
| --------------- |
| 网球大满贯      |
| WTA顶级赛       |
| WTA超五赛       |
| WTA国际赛 (0–1) |

| 按场地类型 |
| ---------- |
| 硬地 (0–1) |
| 泥地 (0–0) |
| 草地 (0–0) |
| 地毯 (0–0) |

| 结果 | 日期      | 巡回赛                         | 级别      | 场地 | 搭档   | 对手                        | 比分     |
| ---- | --------- | ------------------------------ | --------- | ---- | ------ | --------------------------- | -------- |
| 负   | 2015年9月 | 广州国际女子网球公开赛, · 中国 | WTA国际赛 | 硬地 | 尤晓迪 | 玛蒂娜·辛吉斯 萨尼娅·米尔扎 | 3–6, 1–6 |